# Graf
 For alternative betydninger, se Graf (flertydig). (Se også artikler, som begynder med Graf)
En graf er en todimensional grafisk fremstilling af en funktionel afhængighed mellem to størrelser, således at kender man sammenhørende værdier af de to størrelser, så ved man ud fra grafen, om de tilfredsstiller den funktionelle afhængighed eller ej
En forenklet men mindre almengyldig forklaring er, at ud fra værdien af den ene størrelse, den uafhængige variabel, sædvanligvis afsat positivt til højre ud af x-aksen, kan man på grafen aflæse værdien af den andens, den afhængige variabels størrelse ved at måle aftanden fra grafen til x-aksen i den pågældende afstand fra y-aksen regnet positivt opad. Denne aflæsning lettes i reglen ved hjælp af vandrette og lodrette målestreger anbragt med fast interval ud af henholdsvis x-aksen og y-aksen.

## Fremstilling af grafer i praksis
Parvist sammenhørende talværdier kan altid fremstilles dels i form af en tabel, dels i form af en graf.
Tabeller har den fordel at kunne være meget præcise, mens grafer kan være relativt mere anskuelige.
Når man i praksis tegner en graf, sker det gerne ved, at man bruger en registrering i tabelform som grundlag.
I dag er det at omsætte tabelværdier til grafer noget, der som regel gøres fuldautomatisk via computerteknologi.
Grafer kan til dels være i form af grafer på elektroniske displays, der tidstro løbende monitorerer visse måleværdier, f.eks. vedrørende indlagte patienters kritiske tilstand.

## Måledata og beregnede data
Dersom en grafs teoretiske værdier både kan måles og beregnes matematisk, så kan en sammenligning mellem to grafer anbragt i det samme koordinatsystem, hvoraf den ene graf afbilder målte data, mens den anden afbilder den tilsvarende matematisk beregnede graf, bruges til sandsynliggørelse af en videnskabelig hypoteses eventuelle rigtighed.

## Eksempler

### Nogle eksempler på grafer til afbildning af måledata
- En graf der afbilder nedbørsmængden i hver af årets måneder et givet sted et givet år.

Den uafhængige variabel vil da være månedsnummeret og den afhængige variabel nedbørsmængderne for hver af de respektive måneder, idet man f.eks vedtager, at månederne er afsat med 1 cm's interval, mens nedbørsmængderne er afsat, så 100 mm nedbørsmængde svarer til 2 cm på grafen i lodret opadgående retning.
- En graf der afbilder kursudviklingen for et bestemt værdipapir målt dagligt i en givet periode.

Den uafhængige variabel vil da være dagnummeret i det givne interval, og den afhængige variable kursværdien for hver af de respektive datoer, idet man f.eks. vedtager, at dagene er afsat med 2 mm interval og kursværdien, så 100% (pari) svarer til 5 cm på grafen i lodret opadgående retning.
- En graf der afbilder en virksomheds omsætning af en givet vare pr uge i en givet periode.

Den uafhængige variabel vil da være ugenummeret i det givne interval, og den afhængige variabel antal solgte eksemplarer i løbet af den pågeldende uge, idet man f.eks. vedtager, at ugerne er afsat med 2 mm interval og antallet af solgte eksemplarer er afsat, så 10.000 stk. svarer til 1 cm på grafen i lodret opadgående retning.

### Nogle eksempler på grafer, der kan beregnes  matematisk
- Forløbet af solens højde over horisonten gennem 24 timer på en givet dag af året på en givet breddegrad.
- Forløbet af beliggenheden af et legeme med en givet begyndelseshastighed, bevægelsesretning og masse, der påvirkes af en givet konstant kraft i en givet retning.

### Abstrakte grafer
En abstrakt graf er en graf, der ikke direkte vedrører fysiske forhold, men derimod en matematisk lovmæssighed, der er defineret i form af en algebraisk formel. Nogle velkendte eksempler er:
- En ellipse (formeleksempel: ax² + by² = 1)
- En cirkel (formeleksempel: x² + y² = 1)
- En parabel (formeleksempel: y = ax²+bx+c)
- En hyperbel (formeleksempel: y = 1/x)
- En eksponentialkurve (formeleksempel: y = ex)

I forbindelse med sådanne grafer kan man tale om afledte funktioner, såsom funktioner for hældningskoefficienter og integraler.
Hele området henhører under det, man kalder analytisk geometri, en disciplin, der blev opfundet af den franske matematiker René Descartes.

## Fagmatematisk forklaring af grafer for matematiske funktioner
Grafen for en funktion (reel funktion af én reel variabel) gengiver funktionens "forløb" idet den uafhængige varibel (ofte kaldet {\displaystyle x}) afsættes ud ad førsteaksen, og den afhængige variabel ({\displaystyle y} eller {\displaystyle f(x)}) ud ad andenaksen. For hyppigt betragtede "pæne" funktioner fremstår grafen som en kurve i et sådant koordinatsystem.
Abstrakt kan grafen for en vilkårlig afbildning {\displaystyle f:X\to Y} defineres som mængden
{\displaystyle \Gamma =\{(x,y)\mid x\in X\mathrm {\ og\ } y=f(x)\}}
Det er ikke i alle tilfælde at der kan laves en visuel fremstilling af denne abstrakte mængde {\displaystyle \Gamma }.